# Sauvagnat-Sainte-Marthe
Sauvagnat-Sainte-Marthe är en kommun i departementet Puy-de-Dôme i regionen Auvergne-Rhône-Alpes i centrala Frankrike. Kommunen ligger i kantonen Issoire som tillhör arrondissementet Issoire. År 2022 hade Sauvagnat-Sainte-Marthe 465 invånare.

## Befolkningsutveckling
Antalet invånare i kommunen Sauvagnat-Sainte-Marthe
| Referens: INSEE |